# IJzeren stoel
De ijzeren stoel was een speciale stoel die in het Romeinse Rijk werd gebruikt om mensen, in de naam van de wet, te executeren.
De ijzeren stoel werd gebruikt om op de kosten die gladiatorgevechten met zich mee brachten, te besparen. De stoel stond doorgaans in een colosseum en bij de executie van een misdadiger werd er onder deze ijzeren stoel een vuur ontstoken, waarna de terechtgestelde werd gedwongen zich in het zitmeubel te vestigen. Het metaal van de stoel werd door het vuur al na enkele minuten zo heet, dat de inzittende levend verbrandde.
De Romeinen gebruikten de ijzeren stoel regelmatig tegen Christenen.
De Chinezen kenden al tijdens de Zhou-dynastie een vergelijkbare doodstraf voor weerspannige edelen: de Dodelijke Koperen Zuil. De veroordeelde werd aan deze holle zuil vastgebonden waarna de zuil van bovenaf met gloeiende kolen werd gevuld, zodat de zuil gloeiend heet werd. De veroordeelde verbrandde levend door het contact met het hete metaal.